# Can't Feel My Face
"Can't Feel My Face" is een single van de Canadese zanger The Weeknd van zijn tweede studioalbum Beauty Behind the Madness, dat in 2015 uitkwam. De single kwam uit op 8 juni 2015 als de derde single van het album. Het is geschreven door Ali Payami, Savan Kotecha, Max Martin, The Weeknd en Peter Svensson, en geproduceerd door Martin en Payami. 

## Achtergrondinformatie
Muziekcritici vergeleken "Can't Feel My Face" met nummers van Michael Jackson. De single werd een enorm succes en behaalde de nummer-één positie in de Billboard Hot 100 en de Canadian Hot 100. Ook behaalde het nummer een top-tien posities in landen zoals Nieuw-Zeeland, Denemarken, Nederland, Engeland en Australië.

## Tracklijst
| Nr. | Titel              | Duur |
| --- | ------------------ | ---- |
| 1.  | Can't Feel My Face | 3:35 |

| Nr. | Titel              | Duur |
| --- | ------------------ | ---- |
| 1.  | Can't Feel My Face | 3:35 |
| 2.  | The Hills          | 4:02 |

| Nr. | Titel                                    | Duur |
| --- | ---------------------------------------- | ---- |
| 1.  | Can't Feel My Face (Martin Garrix remix) | 4:12 |

| Nr. | Titel                                              | Duur |
| --- | -------------------------------------------------- | ---- |
| 1.  | Can't Feel My Face (Liuos Remix)                   | 4:38 |
| 2.  | Can't Feel My Face (Skurken Remix)                 | 4:11 |
| 3.  | Can't Feel My Face (Marie Wilhelmine Anders Remix) | 5:35 |
| 4.  | Can't Feel My Face (Klordop Remix)                 | 4:13 |
| 5.  | Can't Feel My Face (Pyrococcus Remix)              | 5:42 |

## Hitnoteringen

### Nederlandse Top 40
| Hitnotering: 27-06-2015 t/m | Hitnotering: 27-06-2015 t/m | Hitnotering: 27-06-2015 t/m | Hitnotering: 27-06-2015 t/m | Hitnotering: 27-06-2015 t/m | Hitnotering: 27-06-2015 t/m | Hitnotering: 27-06-2015 t/m | Hitnotering: 27-06-2015 t/m | Hitnotering: 27-06-2015 t/m | Hitnotering: 27-06-2015 t/m | Hitnotering: 27-06-2015 t/m | Hitnotering: 27-06-2015 t/m | Hitnotering: 27-06-2015 t/m | Hitnotering: 27-06-2015 t/m | Hitnotering: 27-06-2015 t/m | Hitnotering: 27-06-2015 t/m |
| Week:                       | 1                           | 2                           | 3                           | 4                           | 5                           | 6                           | 7                           | 8                           | 9                           | 10                          | 11                          | 12                          | 13                          | 14                          | 15                          |
| --------------------------- | --------------------------- | --------------------------- | --------------------------- | --------------------------- | --------------------------- | --------------------------- | --------------------------- | --------------------------- | --------------------------- | --------------------------- | --------------------------- | --------------------------- | --------------------------- | --------------------------- | --------------------------- |
| Positie:                    | 32                          | 27                          | 25                          | 21                          | 18                          | 15                          | 10                          | 4                           | 3                           | 2                           | 2                           | 2                           | 3                           | 3                           | 5                           |
| Week:                       | 16                          | 17                          | 18                          | 19                          | 20                          | 21                          | 22                          | 23                          | 24                          | 25                          | 26                          | 27                          | 28                          | 29                          |                             |
| Positie:                    | 7                           | 8                           | 11                          | 13                          | 13                          | 15                          | 18                          | 23                          | 25                          | 27                          | 30                          | 33                          | 34                          | 37                          | uit                         |

### NederlandseSingle Top 100
| Hitnotering: 20-06-2015 t/m 23-04-2016 | Hitnotering: 20-06-2015 t/m 23-04-2016 | Hitnotering: 20-06-2015 t/m 23-04-2016 | Hitnotering: 20-06-2015 t/m 23-04-2016 | Hitnotering: 20-06-2015 t/m 23-04-2016 | Hitnotering: 20-06-2015 t/m 23-04-2016 | Hitnotering: 20-06-2015 t/m 23-04-2016 | Hitnotering: 20-06-2015 t/m 23-04-2016 | Hitnotering: 20-06-2015 t/m 23-04-2016 | Hitnotering: 20-06-2015 t/m 23-04-2016 | Hitnotering: 20-06-2015 t/m 23-04-2016 | Hitnotering: 20-06-2015 t/m 23-04-2016 | Hitnotering: 20-06-2015 t/m 23-04-2016 | Hitnotering: 20-06-2015 t/m 23-04-2016 | Hitnotering: 20-06-2015 t/m 23-04-2016 | Hitnotering: 20-06-2015 t/m 23-04-2016 | Hitnotering: 20-06-2015 t/m 23-04-2016 |
| Week:                                  | 1                                      | 2                                      | 3                                      | 4                                      | 5                                      | 6                                      | 7                                      | 8                                      | 9                                      | 10                                     | 11                                     | 12                                     | 13                                     | 14                                     | 15                                     | 16                                     |
| -------------------------------------- | -------------------------------------- | -------------------------------------- | -------------------------------------- | -------------------------------------- | -------------------------------------- | -------------------------------------- | -------------------------------------- | -------------------------------------- | -------------------------------------- | -------------------------------------- | -------------------------------------- | -------------------------------------- | -------------------------------------- | -------------------------------------- | -------------------------------------- | -------------------------------------- |
| Positie:                               | 58                                     | 44                                     | 29                                     | 23                                     | 18                                     | 17                                     | 10                                     | 7                                      | 5                                      | 4                                      | 3                                      | 3                                      | 3                                      | 3                                      | 3                                      | 7                                      |
| Week:                                  | 17                                     | 18                                     | 19                                     | 20                                     | 21                                     | 22                                     | 23                                     | 24                                     | 25                                     | 26                                     | 27                                     | 28                                     | 29                                     | 30                                     | 31                                     | 32                                     |
| Positie:                               | 8                                      | 9                                      | 9                                      | 15                                     | 18                                     | 18                                     | 18                                     | 20                                     | 20                                     | 20                                     | 21                                     | 21                                     | 20                                     | 19                                     | 25                                     | 29                                     |
| Week:                                  | 33                                     | 34                                     | 35                                     | 36                                     | 37                                     | 38                                     | 39                                     | 40                                     | 41                                     | 42                                     | 43                                     | 44                                     | 45                                     |                                        |                                        |                                        |
| Positie:                               | 34                                     | 40                                     | 43                                     | 61                                     | 58                                     | 62                                     | 69                                     | 71                                     | 71                                     | 71                                     | 74                                     | 74                                     | 83                                     | uit                                    |                                        |                                        |

### 3FM Mega Top 50
| Positie: | 42 | 23 | 29 | 32 | 27 | 27 | 14 | 12 | 6  | 5  | 3  | 3  | 3  | 3  | 3  | 7  | 10  |
| Week:    | 18 | 19 | 20 | 21 | 22 | 23 | 24 | 25 | 26 | 27 | 28 | 29 | 30 | 31 | 32 | 33 |     |
| Positie: | 9  | 11 | 13 | 13 | 19 | 22 | 22 | 24 | 21 | 19 | 17 | 19 | 30 | 38 | 42 | 47 | uit |

### NPO Radio 2 Top 2000
Can't Feel My Face stond alleen in 2016 in de NPO Radio 2 Top 2000, op plek 1982.